# Gedeon Richter

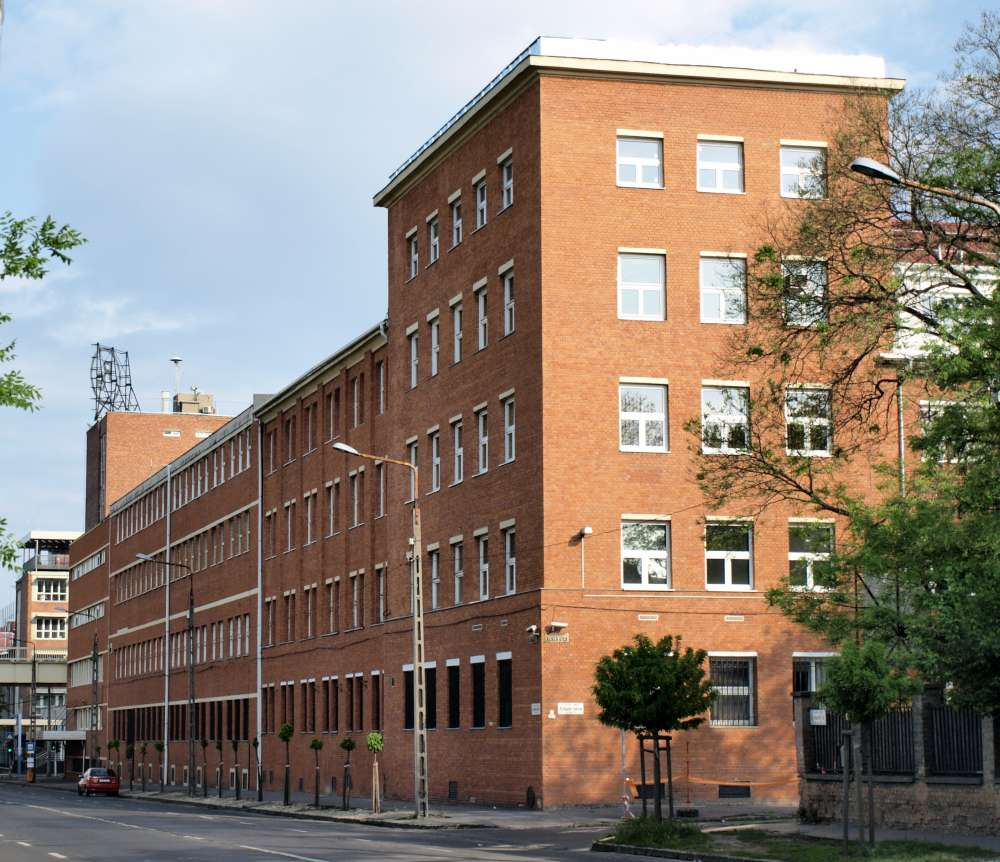
Edificio de la compañía en Budapest, Hungría.

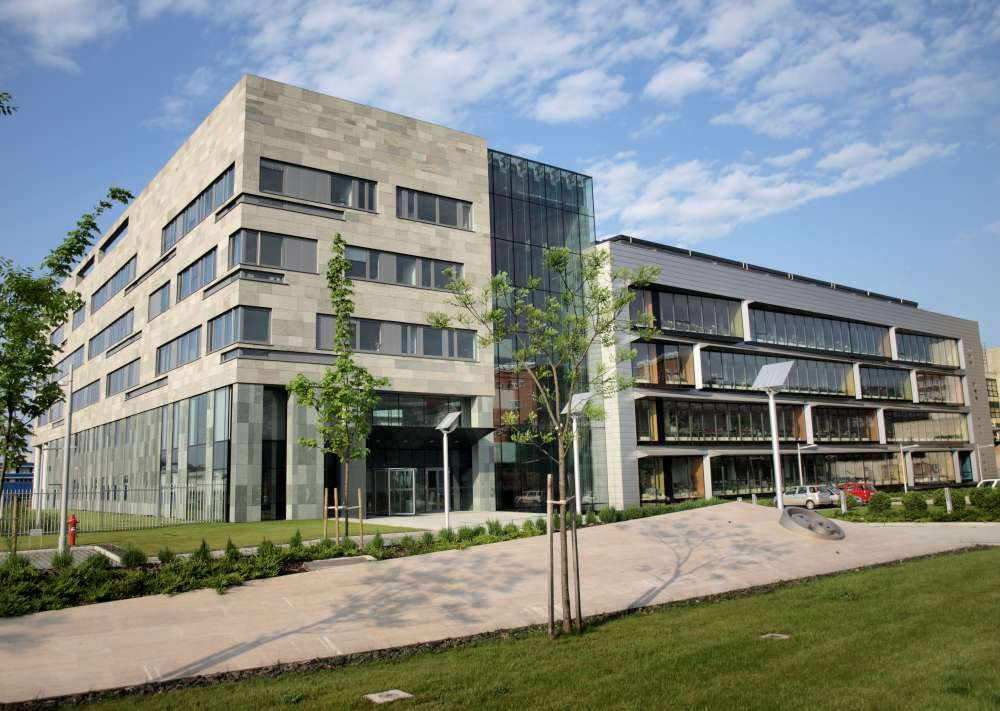
El nuevo edificio.

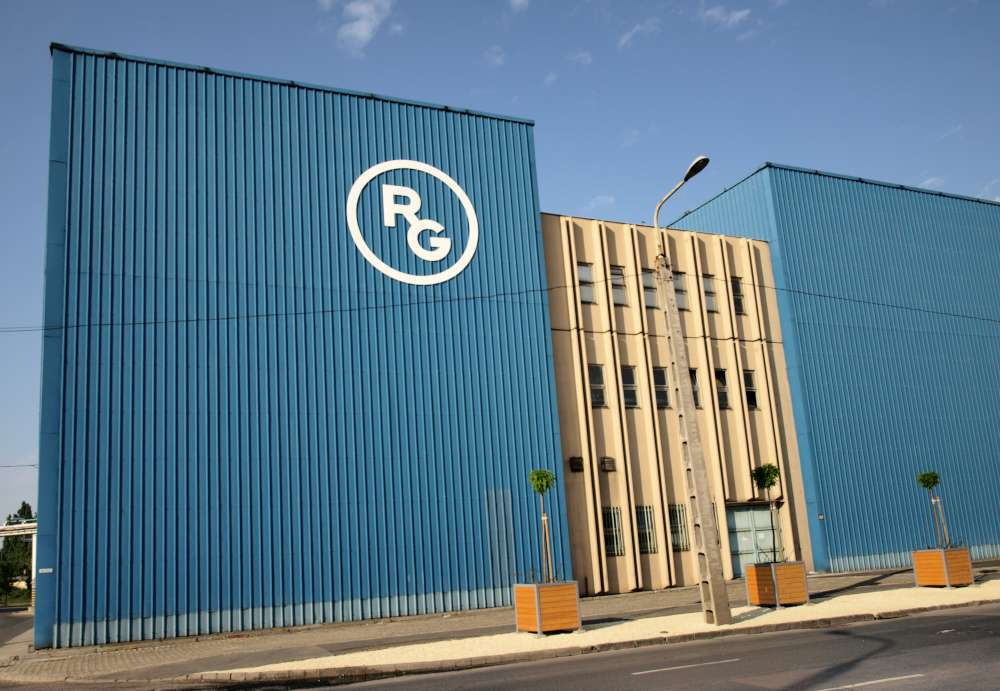
Otro edificio de la compañía en Budapest.

Gedeon Richter (en húngaro: Richter Gedeon), el mayor fabricante farmacéutico en Hungría, fue fundada por Gedeon Richter, un farmacéutico en 1901. Richter no fue solo el fundador de la compañía, sino que el establecimiento de la firma también marcó el inicio del desarrollo de la industria farmacéutica húngara. Inicialmente, tuvo lugar producción farmacéutica a pequeña escala en la farmacia "Sas" (águila), que aún está en servicio. Se lanzaron entonces, en esos días, investigación farmacéutica independiente y actividades de producción en Hungría. Sin embargo, la producción farmacéutica a una escala industrial requería fuertes inversiones y las actividades de manufacturación farmacéutica a gran escala eran consideradas operaciones extremadamente intensivas en capital, incluso para los estándares occidentales establecidos. Inicialmente, el laboratorio que operaba con las premisas de farmacia, procesaba extractos de órganos de animales y producía medicinas organoterapéuticas. La fábrica fue construida en 1907 en el suburbio Kőbánya de Budapest. De acuerdo con las tendencias internacionales establecidas de la industria farmacéutica en aquellos días, la compañía producía medicinas organoterapéuticas, extractos procesados de plantas y más adelante productos sintéticos manufacturados. La compañía se convirtió en un conocido fabricante de productos de lecitina, productos antisépticos y febrífugos, así como analgésicos (Hyperol, Kalmopyrin, Tonogen). La corporación tiene dos plantas de producción en la actualidad: la sede principal en Budapest, y una subsidiaria en Dorog. En octubre de 2010, Gedeon Richter Ltd adquirió el 100% de la compañía farmacéutica privada suiza, Preglem, por CHF 445 millones (€337 millones).

## Posición competitiva

### Marcas
En 2023, la Reseña Anual del sistema de Madrid de la Organización Mundial de la Propiedad Intelectual (OMPI) clasificó a Gedeon Richter como el décimo primer lugar mundial en número de solicitudes de marcas realizadas en el marco del Sistema de Madrid, con 64 solicitudes de marcas realizadas durante 2023.

## Referencias

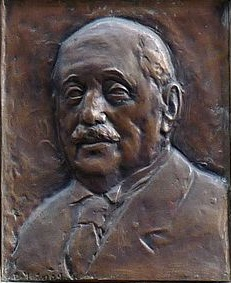
Richter Gedeon, el fundador de la compañía.